# علیشمس
علی شمس با نام هنری علیشمس (زاده ۶ آذر ۱۳۶۶) خوانندهٔ رپ اهل ایران است.

## فعالیت هنری
علی طبایی شمس عقدا ملقب به علیشمس فعالیت هنری خود را از سال ۱۳۸۷ آغاز کرد و با انتشار آهنگ‌هایی به همراه ساسی مانکن و حسین مخته به شهرت رسید. علیشمس با گسترش و محبوبیت آهنگ‌های آن دوره شناخته تر شد و نامش بر سر زبان‌ها افتاد.
او در آن زمان با خوانندگان، ترانه سرایان، آهنگسازان و تنظیم کنندگان زیادی مانند ساسی، حسین مخته، ملانی، مسعود صادقلو، مسعود جهانی، امیر مسعود و اردلان طعمه همکاری کرد.
علیشمس پس از جدایی از ساسی مانکن و حسین مخته، در سال ۱۳۹۴ همکاری خود را با مهدی جهانی (خواننده، ترانه سرا، آهنگساز و تنظیم کننده پاپ) آغاز کرد. علیشمس و مهدی جهانی در زمان همکاری خود بالغ بر ۲۰ تک آهنگ منتشر کردند. تک آهنگ عادت کردم مهدی جهانی و علیشمس با بیش از پنجاه میلیون بازدید، سی و ششمین آهنگ پرشنونده در وبسایت رادیو جوان است. همکاری این زوج هنری در سال ۱۳۹۶ و پس از مهاجرت علیشمس از ایران با پایان رسید.
علیشمس پس از مهاجرت از ایران با خواننده پاپ، کیمیا تاج زاده و مونتیگو (گردانندهٔ سایت‌های شرط بندی) همکاری کرد.

## مهاجرت
علیشمس در سال ۱۳۹۷ و پس از تلاش برای اخذ مجوز ارشاد، از ایران به ترکیه مهاجرت کرد.

## حواشی

### دربارهٔ برنامه دورهمی
علیشمس در سال ۲۰۱۸ و در یک لایو اینستاگرامی از پشت پرده‌های برنامه دورهمی و پول‌هایی که از هنرمندان برای حضور در این برنامه گرفته می‌شود سخن گفت. او در این لایو مهران مدیری را بی تقصیر دانست اما علی اوجی را مورد هدف قرار داد.
اوجی نیز چند روز بعد در یک پیام ویدئویی به علیشمس پاسخ داد و اعلام کرد از او شکایت خواهد کرد. خوانندگانی نظیر عماد طالب‌زاده و ماکان بند نیز به این موضوع واکنش نشان دادند.

### اختلاف با محسن کیایی
محسن کیایی بازیگر سینما در مصاحبه‌ای با یکی از مجری‌های صدا و سیما و در جواب به سؤال مجری که از صدای کدام خواننده بدت می‌آید، علیشمس را انتخاب کرد. وی اذعان داشت علیشمس، آهنگ‌های خوانندگان دیگر را خراب کرده‌است.
علیشمس نیز در یک لایو اینستاگرامی به صحبت‌های کیایی واکنش نشان داد.

### ایجاد سایت شرط بندی
علیشمس در سال ۱۳۹۸ مانند تعدادی از ایرانیان مقیم خارج از کشور، دست به ایجاد سایت شرط بندی زد که با واکنش رسانه‌ها در فضای مجازی روبرو شد.

## تک آهنگ‌ها
| آهنگ            | ترانه‌سرا                 | آهنگساز      | تنظیم کننده  | توضیحات                             |
| --------------- | ------------------------ | ------------ | ------------ | ----------------------------------- |
| آره همینجور     | ساسی                     | ساسی         |              | به همراه ساسی و ملانی               |
| گوشواره         | ساسی                     | ساسی         |              | به همراه ساسی و اميرمسعود           |
| پارمیدا         | ساسی                     | ساسی         |              | به همراه حسین مخته و ساسی           |
| عروسی           | ساسی                     | ساسی         |              | به همراه ساسی                       |
| آسمون آفتابیه   | ساسی                     | ساسی         | هومن آزما    | به همراه ملانی                      |
| فازت چیه        | ساسی                     | ساسی         | هومن آزما    | به همراه ملانی                      |
| بارون بارید     |                          |              | مسعود جهانی  | به همراه ملانی و خشایار زیکو        |
| عاشق چشماتم     | مسعود صادقلو             | ساسی         | مسعود صادقلو | به همراه مسعود صادقلو و ملانی       |
| حالم بده        |                          |              |              | به همراه پیروز دلنواز و اشکین       |
| عشقت که باشه    | مهدی جهانی و اردلان طعمه | مهدی جهانی   | مهدی جهانی   | به همراه مهدی جهانی و ستین          |
| آسمون آفتابیه   | ساسی                     | ساسی         | هومن آزما    | به همراه ملانی                      |
| گوله اشکمو نخور |                          | عقیق آزاد    | برانوش       | به همراه کیمیا                      |
| سردمه بی تو     |                          |              | برانوش       | به همراه شایان اشراقی               |
| دورو            |                          |              |              | به همراه آرِن و مونتیگو              |
| اسم تو عشقه     | مهدی جهانی و اردلان طعمه | مهدی جهانی   | مهدی جهانی   | به همراه مهدی جهانی و ستین          |
| یه رؤیا         | آرِن                      | آرِن          | برانوش       | به همراه آرِن و کیمیا                |
| هم‌نفس           | ساسی و مهدی جهانی        | مهدی جهانی   | فرزاد فرخی   | به همراه دنیا و مسعود صادقلو        |
| هم‌نفس ۲         | مهدی جهانی               | مهدی جهانی   | فرزاد فرخی   | به همراه مهدی جهانی                 |
| عاشق کمه        | آرِن                      | آرِن          | برانوش       | به همراه مونتیگو                    |
| حس خوب          |                          |              | برانوش       | به همراه کیمیا                      |
| یادگاریا        | مهدی جهانی و اردلان طعمه | مهدی جهانی   | مهدی جهانی   | به همراه مهدی جهانی                 |
| هوس عاشقی       | شایان اشراقی             | شایان اشراقی | برانوش       | به همراه کیمیا                      |
| لجباز           | آرِن                      | آرِن          | برانوش       | به همراه مونتیگو                    |
| فوق‌العاده       | مهدی جهانی               | مهدی جهانی   | فرزاد فرخ    | به همراه مهدی جهانی                 |
| آره همینجور     |                          |              |              | به همراه ساسی، ملانی و دی جی آرموری |
| کوه درد         | مهدی جهانی و اردلان طعمه | مهدی جهانی   | مهدی جهانی   | به همراه شاهین میری و مهدی جهانی    |
| مدیونم به تو    | مهدی جهانی و اردلان طعمه | مهدی جهانی   | مهدی جهانی   | به همراه مهدی جهانی و ستین          |
| آدم بدی نبودم   | مهدی جهانی و اردلان طعمه | مهدی جهانی   | مهدی جهانی   | به همراه مهدی جهانی                 |
| عادت کردم       | مهدی جهانی و اردلان طعمه | مهدی جهانی   | مهدی جهانی   | به همراه مهدی جهانی                 |
| آروم آروم       | مهدی جهانی و اردلان طعمه | مهدی جهانی   | مهدی جهانی   | به همراه مهدی جهانی و ستین          |
| ای جونم         | مهدی جهانی و اردلان طعمه | مهدی جهانی   | مهدی جهانی   | به همراه مهدی جهانی                 |
| دلم مجنونه      | مهدی جهانی و کوروش       | مهدی جهانی   | مهدی جهانی   | به همراه مهدی جهانی                 |
| فوق‌العاده       | مهدی جهانی و اردلان طعمه | مهدی جهانی   | فرزان فرخی   | به همراه مهدی جهانی                 |
| قربونت برم الهی | مهدی جهانی و آرتا        | مهدی جهانی   | برانوش       | به همراه مهدی جهانی                 |
| عاشق شدم        | مهدی جهانی               | مهدی جهانی   | مهدی جهانی   | به همراه مهدی جهانی                 |
| عشقت که باشه    | مهدی جهانی و آرتا        | مهدی جهانی   | مهدی جهانی   | به همراه مهدی جهانی                 |
| دلم مجنونه      | مهدی جهانی               | مهدی جهانی   | مهدی جهانی   | به همراه مهدی جهانی                 |
| دلخور           | مهدی جهانی و آرتا        | مهدی جهانی   | مهدی جهانی   | به همراه مهدی جهانی                 |
| زیبا تر از تو   | مهدی جهانی               | مهدی جهانی   | مهدی جهانی   | به همراه مهدی جهانی                 |